# Кліт (Сучава)
Кліт (рум. Clit) — село у повіті Сучава в Румунії. Входить до складу комуни Арборе.

## Географія
Село розташоване на відстані 369 км на північ від Бухареста, 32 км на захід від Сучави, 146 км на північний захід від Ясс.

## Історія
Давнє українське село південної Буковини. За переписом 1900 року в селі Кліт Ґурагуморського повіту були 249 будинків, проживали 1216 мешканців: 497 українців, 116 румунів, 586 німців, 12 євреїв, 4 поляки.

## Населення
За даними перепису населення 2002 року у селі проживали 1325 осіб. В переписі 1930 року 324 особи визначені як рутени. 
Національний склад населення села:
| Національність | Кількість осіб | Відсоток |
| -------------- | -------------- | -------- |
| румуни         | 1115           | 84,2%    |
| українці       | 142            | 10,7%    |
| цигани         | 55             | 4,2%     |
| німці          | 12             | 0,9%     |

Рідною мовою назвали:
| Мова       | Кількість осіб | Відсоток |
| ---------- | -------------- | -------- |
| румунська  | 1167           | 88,1%    |
| українська | 136            | 10,3%    |
| циганська  | 11             | 0,8%     |
| німецька   | 11             | 0,8%     |